# Croquet als Jocs Olímpics d'estiu de 1900
Als Jocs Olímpics d'Estiu de 1900 es disputaren tres proves de croquet amb la participació de set homes i tres dones.

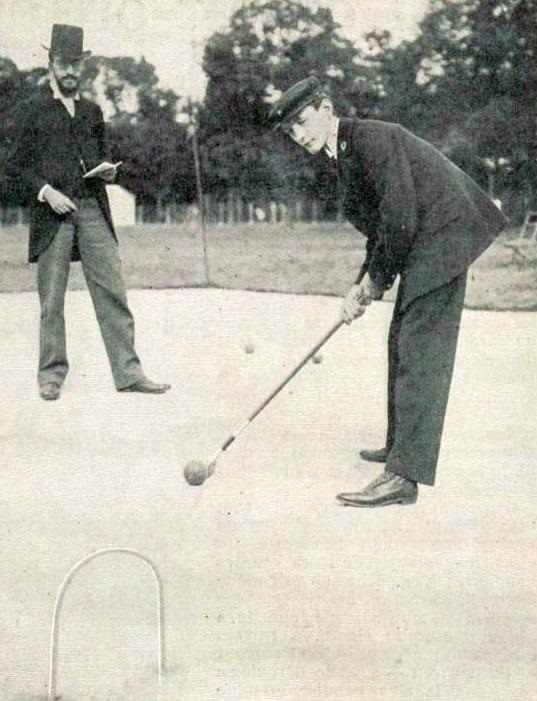
Torneig de croquet el 1900

En primer lloc es disputà la competició de dobles, i les setmanes següents la d'individuals a una bola i la d'individual a dues boles. 9 dels 10 competidors eren francesos que guanyaren totes les medalles. L'altre participant fou belga.
Fou l'única olimpíada on el croquet fou esport oficial.

## Resum de medalles
| Prova                  | Or                                    | Argent                 | Bronze                   |
| Individual, una bola   | Gaston Aumoitte (FRA)                 | Georges Johin (FRA)    | Chrétien Waydelich (FRA) |
| Individual, dues boles | Chrétien Waydelich (FRA)              | Maurice Vignerot (FRA) | Jacques Sautereau (FRA)  |
| Dobles                 | FrançaGaston Aumoitte · Georges Johin | Cap                    | Cap                      |

## Proves de croquet

### Individuals, una bola
La competició de Croquet individual d'una bola es va disputar el 28 de juny de 1900. Nou atletes, de dos països, hi prengueren part, disputant-se tres rondes per decidir el guanyador.

#### Primera ronda
La primera ronda servia per eliminar cinc jugadors. Quatre jugadors, entre ells dues de les tres dones participants en la competició, van abandonar abans de finalitzar la ronda, així com l'únic belga. La tercera dona, Després, finalitzà la ronda, però no aconseguí classificar-se entre les quatre primeres posicions que donaven accés a la següent ronda.
| Posició | Jugador                    | Resultat |
| ------- | -------------------------- | -------- |
| 1       | Chrétien Waydelich (FRA)   | 11       |
| 2       | Georges Johin (FRA)        | 13       |
| 3       | Al. Blachère (FRA)         | 17       |
| 4       | Gaston Aumoitte (FRA)      | 18       |
| 5       | Desprès (FRA)              | 24       |
| —       | Jeanne Filleul-Brohy (FRA) | DNF      |
| —       | Marcel Haëntjens (FRA)     | DNF      |
| —       | Marie Ohier (FRA)          | DNF      |
| —       | Jacques Sautereau (FRA)    | DNF      |

#### Segona ronda
Waydelich i Blachère són eliminats a la segona ronda. Waydelich queda classificat en tercera posició segons considera el Comitè Olímpics Internacional.
| Posició | Jugador                  | Resultat |
| ------- | ------------------------ | -------- |
| 1       | Georges Johin (FRA)      | 16       |
| 2       | Gaston Aumoitte (FRA)    | 18       |
| Bronze  | Chrétien Waydelich (FRA) | 20       |
| 4       | Al. Blachère (FRA)       | 22       |

#### Final
Aumoitte va guanyar la medalla d'or
| Posició | Jugador               | Resultat |
| ------- | --------------------- | -------- |
| Or      | Gaston Aumoitte (FRA) | 15       |
| Plata   | Georges Johin (FRA)   | 21       |

### Individuals, dues boles
La competició de Croquet individual dues boles es va disputar el 4 de juliol de 1900. Sis atletes, tots francesos, hi prengueren part.

#### Primera ronda
| Vencedor                 | Resultat    | Perdedor                   |
| Maurice Vignerot (FRA)   | 2-0 (42-40) | Desprès (FRA)              |
| Jacques Sautereau (FRA)  | 2-0 (41-19) | Al. Blachère (FRA)         |
| Chrétien Waydelich (FRA) | w/o         | Jeanne Filleul-Brohy (FRA) |

#### Segona ronda
La segona ronda determina les medalles.
| Posició | Jugador                  | Guanyats | Perduts |
| ------- | ------------------------ | -------- | ------- |
| 1       | Chrétien Waydelich (FRA) | 3        | 0       |
| 2       | Maurice Vignerot (FRA)   | 2        | 1       |
| 3       | Jacques Sautereau (FRA)  | 1        | 2       |
| 4       | Al. Blachère (FRA)       | 0        | 3       |

| Vencedor                 | Resultat    | Perdedor                |
| Chrétien Waydelich (FRA) | 2-1 (42-41) | Maurice Vignerot (FRA)  |
| Chrétien Waydelich (FRA) | Desconegut  | Jacques Sautereau (FRA) |
| Chrétien Waydelich (FRA) | Desconegut  | Al. Blachère (FRA)      |
| Maurice Vignerot (FRA)   | 2-1 (42-41) | Jacques Sautereau (FRA) |
| Maurice Vignerot (FRA)   | w/o         | Al. Blachère (FRA)      |
| Jacques Sautereau (FRA)  | Desconegut  | Al. Blachère (FRA)      |

#### Resultat final
| Posició | Jugador                    |
| ------- | -------------------------- |
| Or      | Chrétien Waydelich (FRA)   |
| Plata   | Maurice Vignerot (FRA)     |
| Bronze  | Jacques Sautereau (FRA)    |
| 4       | Al. Blachère (FRA)         |
| —       | Després (FRA)              |
| —       | Jeanne Filleul-Brohy (FRA) |

### Dobles
La competició de Croquet dobles no es va arribar a disputar, ja que sols hi havia inscrit un sol equip, al qual es donà com a vencedor.
| Posició | Equip                                  |
| ------- | -------------------------------------- |
| Or      | França Gaston Aumoitte · Georges Johin |

## Medaller
| Posició | País   | Or | Argent | Bronze | Total |
| 1       | França | 3  | 2      | 2      | 7     |

Bèlgica no guanyà cap medalla.